# V380 Возничего
V380 Возничего (лат. V380 Aurigae) — одиночная переменная звезда в созвездии Возничего на расстоянии (вычисленном из значения параллакса) приблизительно 51936 световых лет (около 15924 парсеков) от Солнца. Видимая звёздная величина звезды — от +14,5m до +13,6m.

## Характеристики
V380 Возничего — красная пульсирующая полуправильная переменная звезда (SR) спектрального класса M. Эффективная температура — около 3294 K.